# Tanu Weds Manu Returns
Tanu Weds Manu Returns è un film del 2015 diretto da Aanand L. Rai.
Si tratta del sequel del film del 2011 Tanu Weds Manu.

## Riconoscimenti
- Producers Guild Film Awards 2015:
  - Best Actor in a Comic Role a Deepak Dobriyal
- BIG Star Entertainment Awards 2015:
  - Most Entertaining Comedy Film
  - Most Entertaining Actor in a Comedy Role – Male a Deepak Dobriyal
- Jagran Film Festival 2015:
  - Best Playback Singer – Female a Jyoti Nooran
- Global Indian Music Academy Awards 2016:
  - Best Duo/Group Song a Swati Sharma e Brijesh Shandllya
- National Film Awards 2016:
  - Miglior attrice a Kangana Ranaut
  - Migliore sceneggiatura a Himanshu Sharma
  - Migliori dialoghi
- Filmfare Awards 2016:
  - Migliori dialoghi a Himanshu Sharma
  - Miglior attrice (Riconoscimento della critica) a Kangana Ranaut
- International Indian Film Academy Awards 2016:
  - Miglior prestazione in un ruolo comico a Deepak Dobriyal
  - Miglior trucco a Vikram Gaikwad
- Screen Awards 2016:
  - Best Supporting Actor a Deepak Dobriyal
- Times of India Film Awards 2016:
  - Best Actor – Female a Kangana Ranaut
  - Best Actor in a Comic Role a Deepak Dobriyal